# Emílio Garrastazu Médici
Emílio Garrastazu Médici GColTE • GColSE (Bagé, 4 de dezembro de 1905 – Rio de Janeiro, 9 de outubro de 1985) foi um militar e político brasileiro. Foi o 28.º Presidente do Brasil, sendo o terceiro do período da ditadura militar brasileira, entre 30 de outubro de 1969 e 15 de março de 1974. Participou da Revolução de 1930 liderada por Getúlio Vargas. Na sua carreira militar, atingiu o posto de General de exército.
Durante o seu governo, o país viveu o chamado "Milagre Econômico", caracterizado pelo crescimento de 55,84% do PIB (média de 11,16%) e 42,15% da renda per capita (média de 8,43%), mas triplicando a dívida externa com aumento de concentração de renda. Médici assumiu com a inflação em 19,31% e entregou a 15,54%. Entretanto, deve-se considerar que o aumento da taxa de crescimento deste período ocorreu por causa do aumento do total de investimento estrangeiro e de um amplo programa de investimentos do Estado, através da aplicação de fundos de instituições internacionais de crédito. Este último fator provocou uma elevação drástica na dívida externa, que de um total de 3,9 bilhões de dólares em 1968 saltou para mais de 12,5 bilhões de dólares em 1973.
No seu governo concluíram-se também projetos desenvolvimentistas como o Plano de Integração Nacional (PIN), que permitiu a construção das rodovias Transamazônica e a Ponte Rio-Niterói, entre outras, além de grandes incentivos fiscais à indústria e à agricultura, o PIS/PASEP, o acordo com o Paraguai para a construção da Usina Hidrelétrica de Itaipu, até hoje a hidrelétrica de maior produtividade no mundo.
Ao longo do governo de Médici, a ditadura militar atingiu seu pleno auge, com controle das poucas atividades políticas toleradas, a repressão e a censura às instituições civis foram reforçadas e qualquer manifestação de opinião contrário ao sistema, foram proibidas. Foi um período marcado pelo uso sistemático de meios violentos de repressão como a tortura e o assassinato. Seu período na presidência ficou conhecido historicamente como Anos de Chumbo. Por conta disso, em 2015, 2024 e 2025, respectivamente, a Universidade Federal do Rio de Janeiro (UFRJ), a Universidade Federal de Pelotas (UFPel) e a Universidade do Estado do Rio de Janeiro (UERJ) revogaram o título de Doutor Honoris Causa que lhe foram concedidos na década de 1970. Em 2025, a Universidade Federal do Espírito Santo (Ufes) cassou os títulos de Doutor Honoris Causa concedidos aos ex-presidentes da ditadura militar Emílio Garrastazu Médici e Humberto de Alencar Castelo Branco, e ao ministro da Educação no governo João Batista Figueiredo, Rubem Carlos Ludwig.

## Biografia

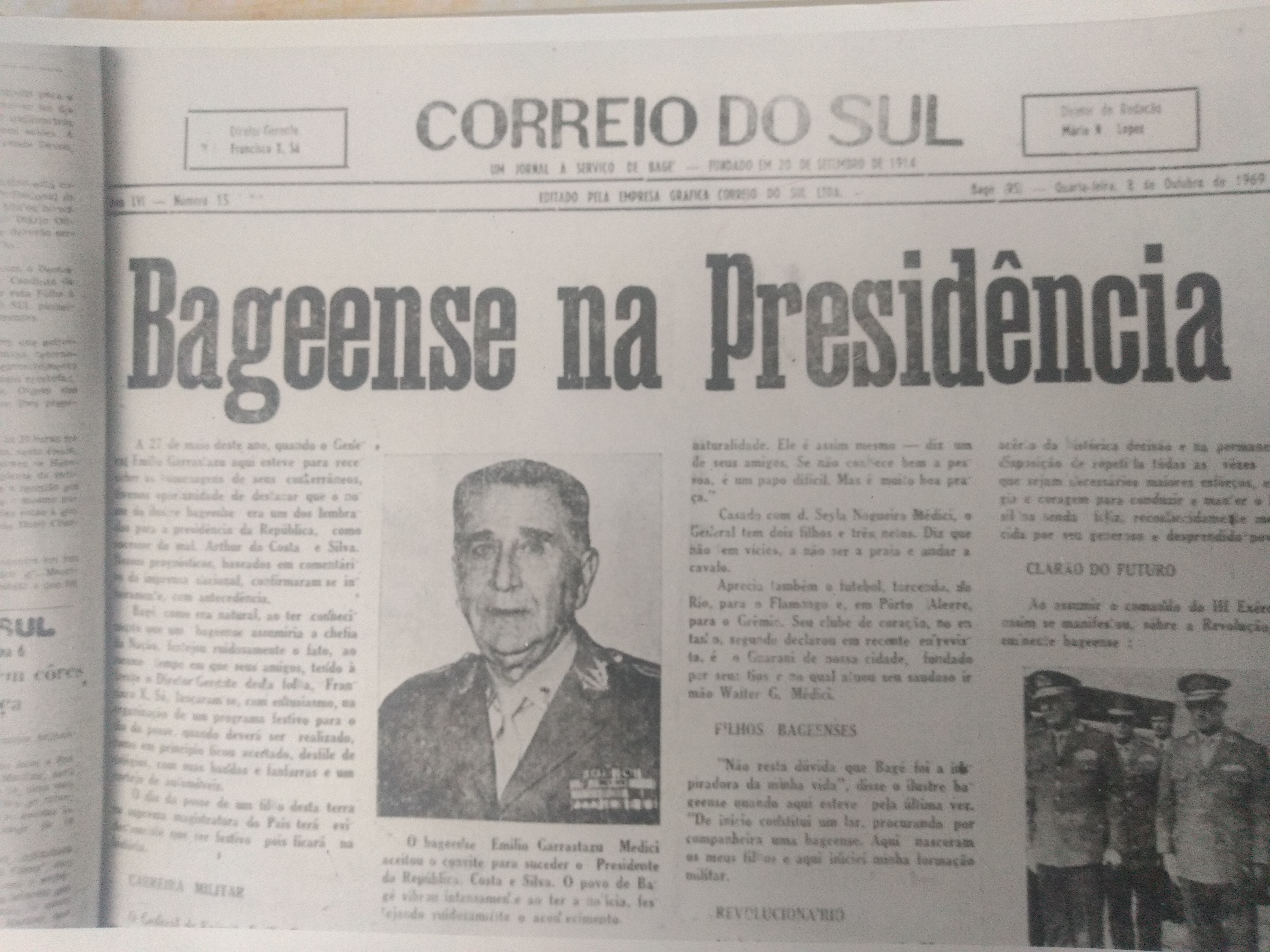
Notícia no jornal bageense Correio do Sul. Sobre sua cidade-natal, Emílio afirmou: "Não resta dúvida que Bagé foi a inspiradora da minha vida.[...] Aqui nasceram meus filhos e aqui iniciei minha formação militar".

Seus pais eram Emílio Médici e Julia Garrastazu, ambos nascidos no Uruguai. Seu pai era filho de imigrantes italianos, enquanto que sua mãe era descendente inteiramente de bascos, sendo seu lado paterno pelo lado espanhol (Guipúscoa) e o materno pelo lado francês (Baixa Navarra).
Emilio Garrastazu Medici foi casado com Scylla Gaffrée Nogueira e pai de Sérgio Nogueira Médici (um agropecuarista, falecido em maio de 2008) e de Roberto Nogueira Médici (um engenheiro e professor universitário). Ambos nasceram em Bagé, no Rio Grande do Sul, e foram Comendadores (20 de julho de 1972) e Grandes-Oficiais (26 de julho de 1973) da Ordem Militar de Cristo de Portugal.
Estudou no Colégio Militar de Porto Alegre. Formou-se oficial de cavalaria na Escola Militar de Realengo (1924-1927). Em 1927, foi promovido a segundo-tenente e a primeiro-tenente, em 1929. Contra os opositores à Revolução de 1930, foi o comandante do 12º Regimento de Cavalaria, razão pela qual Getúlio Vargas o promoveu a capitão, porém devolvido a segundo-tenente após a consolidação do Golpe de 1930 no mesmo ano. Defendeu o Governo Vargas contra a Revolução Constitucionalista de 1932.
Durante a década de 30, ele e sua esposa aderiram ao Integralismo, fazendo parte do núcleo de Bagé da Ação Integralista Brasileira.
Em 1934, galga definitivamente a patente de capitão, sendo designado ajudante-secretário na Escola de Estado-Maior em 1937, porém afastado do Rio de Janeiro em 1939 para o 8º Regimento de Cavalaria, situado em Uruguaiana (RS).
Em 1957, assumiu a Chefia do Estado Maior da 3.ª Região Militar, em Porto Alegre, a convite do general Arthur da Costa e Silva, então comandante daquela unidade, com quem estabeleceu forte amizade.
Foi promovido a general de brigada em 1961 e apoiou a posse do Presidente João Goulart, sob o regime parlamentarista. Não há indícios que tenha participado da conspiração para derrubar João Goulart. Em abril de 1964, por ocasião do movimento militar de 1964, Médici era o comandante da Academia Militar de Agulhas Negras, mobilizando momentaneamente os cadetes, quando avisado por telefonema de seu amigo General Costa e Silva. Posicionando-se em Resende (RJ), Médici angariou, isto é, pacificou as tropas paulistas do II Exército e dissuadiu o Ministro da Guerra Armando de Moraes Ancora (nomeado por João Goulart) da missão presidencial de ataque.
Posteriormente foi nomeado adido militar nos Estados Unidos, onde tinha problemas com o salário e com a coluna, e onde manteve-se retraído por ser monoglota. Em menos de dois anos retornou ao Brasil. Em 1967, sucedeu Golbery do Couto e Silva na chefia do Serviço Nacional de Informações, o órgão de inteligência da ditadura militar (SNI). Nessa agência, permaneceu por dois anos de maneira discreta, seus cartões de visita eram disputados - o ex-ministro Armando Falcão carregava um dentro da carteira numa capa de plástico. A única atividade social de Médici era ir aos estádios, com um rádio colado ao ouvido. Apoiou o Ato Institucional Número Cinco na reunião do Conselho de Segurança Nacional em que Costa e Silva assinou o ato.
Entre 16 de abril e 20 de outubro de 1969, comandou o III Exército, com sede em Porto Alegre.
Com o afastamento definitivo do presidente Costa e Silva por causa de um derrame cerebral, uma junta militar presidida pelo Almirante Augusto Rademaker assumiu a presidência provisória da república, pelo período de 60 dias. A junta fez uma consulta a todos os oficiais generais das forças armadas, para escolher entre ele e o general Albuquerque Lima. Médici foi eleito como novo presidente da república com a maioria dos votos. Antes da posse de Médici, a junta ainda outorgou uma emenda modificando o texto inicial da Constituição de 1967.

## Presidência (1969–1974)

### Posse

Posse de Médici como Presidente da República, 1969. Arquivo Nacional.

Médici exigiu que, para sua posse na presidência, o Congresso Nacional fosse reaberto. E assim foi feito: em 25 de outubro de 1969, Emílio Garrastazu Médici teve a escolha como presidente da república sacramentada por uma sessão conjunta do Congresso Nacional, obtendo 293 votos, com 75 abstenções. Tomou posse no dia 30 de outubro de 1969, tendo consciência do caráter de exceção do regime e prometendo restabelecer a democracia até o final de sua gestão, o que não ocorreu.
Médici, ao contrário dos presidentes anteriores (Castelo Branco e Costa e Silva) e de seu sucessor, Geisel, não cassou mandato eleitoral de nenhum político, conforme Delfim Neto, seu ministro da Fazenda, declarou à revista Isto É:
| “ | Quando entrou o Geisel, o problema dele era o seguinte:‘o que é que vão dizer de mim se eu fizer um governo pior que o do Médici?’. Ele tinha sempre que dizer que o carrasco era o Médici. Mas Médici nunca fechou o Congresso, nunca cassou deputado, coisas que o Geisel fez à vontade. | ” |

### Política Externa

#### Estados Unidos

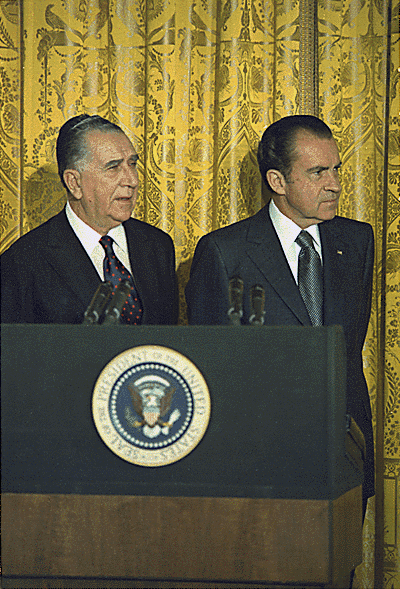
Médici com o presidente dos Estados Unidos, Richard Nixon, em dezembro de 1971.

Em dezembro de 1971, esteve em visita aos Estados Unidos, queria uma visita com alto simbolismo: recepção por Richard Nixon na base aérea Andrews, transporte de helicóptero à Casa Branca, discurso conjunto no congresso (algo concedido anteriormente a Jango) e a presença de Nixon em um jantar na embaixada brasileira. O cerimonial norte-americano recusou e a solução encontrada foi a estadia de uma noite em Camp David sem a presença do anfitrião, dois encontros com Nixon e um almoço com o vice-presidente. Durante as conversas entre os presidentes, no salão oval da Casa Branca, a única testemunha foi Vernon Walters, ex-embaixador no Brasil, como intérprete. Médici ofereceu apoio clandestino para derrubar o governo de Fidel Castro em Cuba, enquanto Nixon ofereceu fundos para ajudar a derrubar Salvador Allende no Chile. O único assunto concreto das conversas foi o pedido de Médici que se promovesse Arthur Moura a general, o que Nixon prontamente concedeu. Aspectos relacionados a volta da democracia no Brasil não foram tratados pelos governantes, só pelos jornais, mas receberam pouca atenção.

### Política Interna

#### Eleições
Nas duas eleições ocorridas durante seu governo, a Arena, partido de sustentação da ditadura militar, saiu amplamente vitoriosa, fazendo, em 1970, 19 senadores contra 3 do MDB e, em 1972, elegendo quase todos os prefeitos e vereadores do Brasil. Os três ministros mais importantes de seu governo, que tinham grande autonomia, eram Delfim Neto, que comandava a economia, João Leitão de Abreu, como coordenador político, e Orlando Geisel, que comandava o combate à chamada subversão.

#### Censura
Médici governou sob a Constituição de 1967, que havia sido alterada pela junta militar de 1969 alguns meses antes de sua posse, para ser ainda mais repressiva do que sua antecessora. Seu regime fez uso liberal de tortura e restrita censura à imprensa. A Importação das revistas masculinas Playboy, Penthouse e Lui, assim como a revista alemã de notícias Der Spiegel, foram proibidas porque ofenderam "a moral e o comportamento adequado".

#### Economia
O seu governo também ficou marcado por excepcional crescimento econômico, que ficou conhecido como o Milagre Brasileiro. Houve grande ascensão da classe baixa e da classe média. Cresceu muito o consumo de bens duráveis e a produção de automóveis, tornando-se comuns, nas residências, o televisor e a geladeira. Em 1972, passou a funcionar a televisão a cores no Brasil.

##### Propaganda

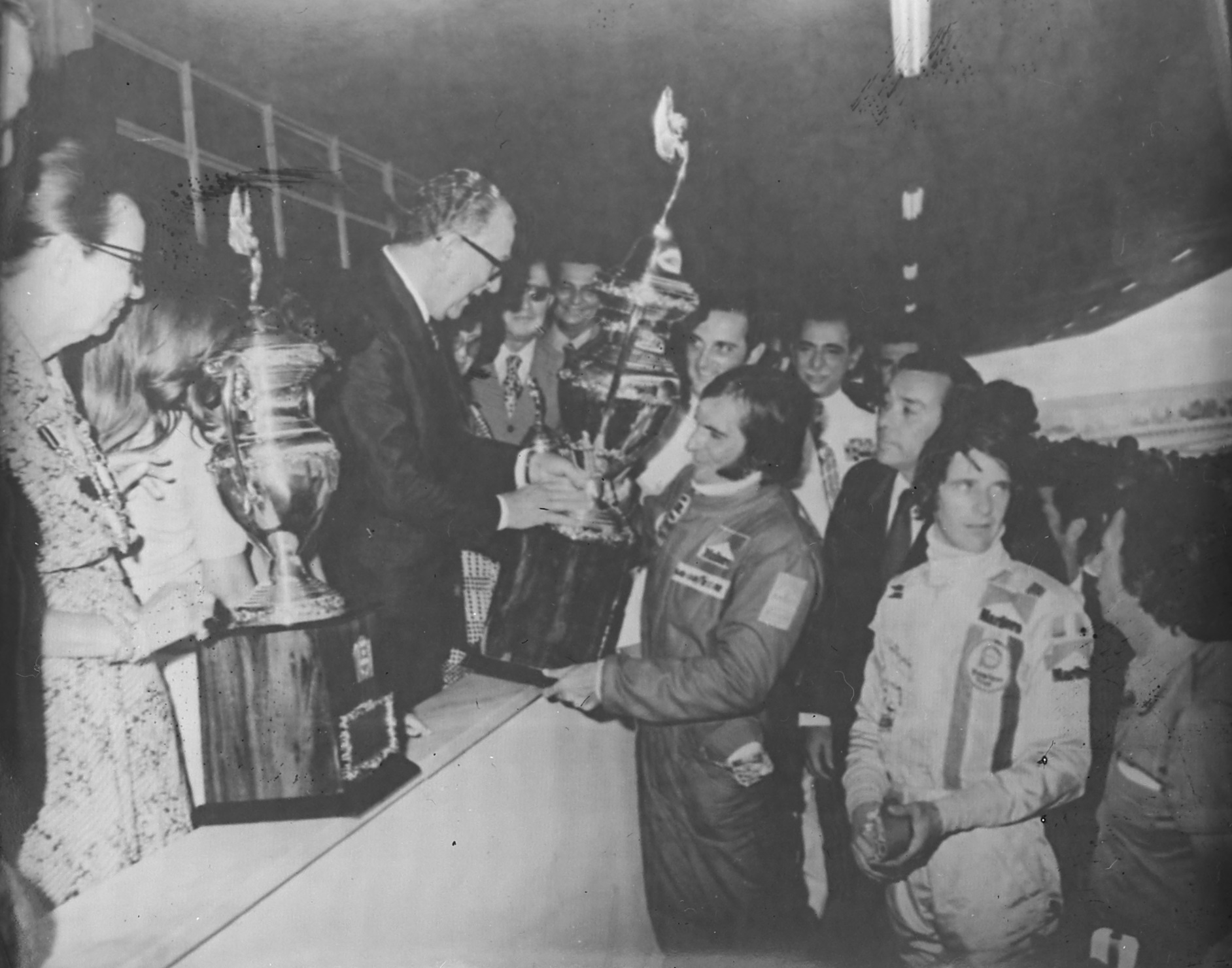
Presidente Emílio Garrastazu Médici inaugura o autódromo de Brasília, DF

Pelo menos dois fatos fizeram de Médici um dos mais incomuns presidentes da ditadura militar, inaugurada em 1964: a utilização maciça de propaganda, com gasto de milhões de cruzeiros, estimulando o patriotismo como apoio à ditadura militar, como, por exemplo, a criação do slogan "Brasil, ame-o ou deixe-o"; na reabertura, por ordem de Médici, do Congresso Nacional em 1969, o líder do Governo, Daniel Krieger, renunciou, substituído pelo senador Filinto Müller (em seguida presidente do Congresso Nacional e da Arena), ex-participante e desertor da Coluna Prestes, ex-chefe de Polícia do Rio de Janeiro durante o Estado Novo (prendendo Olga Benário Prestes por ordem de Getúlio Vargas), ex-líder do PSD no Senado durante o governo Juscelino Kubitschek.

##### Milagre Brasileiro

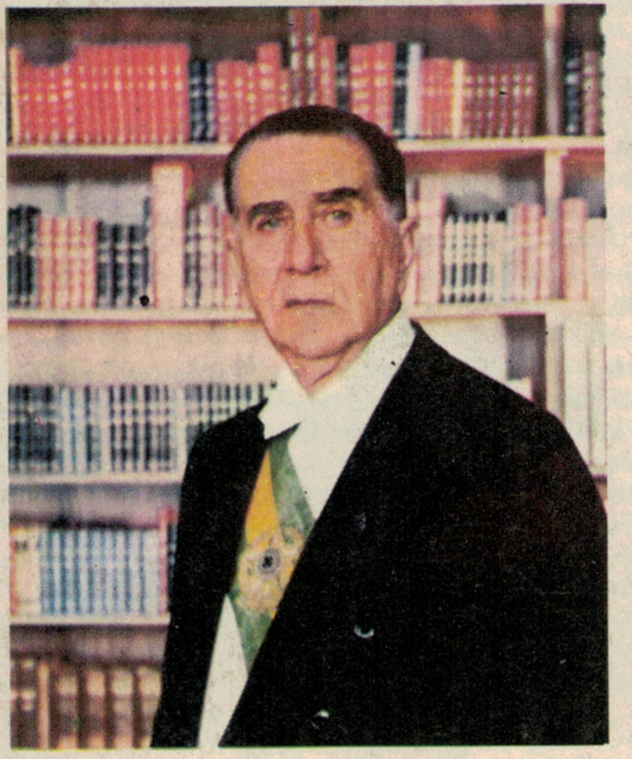
Médici na Biblioteca da Presidência da República

Foi o período durante o qual o país viveu o chamado "Milagre Brasileiro": crescimento econômico recorde, inflação baixa e projetos desenvolvimentistas como o Plano de Integração Nacional (PIN), que permitiu a construção das rodovias Santarém-Cuiabá, a Perimetral Norte, a Transamazônica e a Ponte Rio-Niterói, além de grandes incentivos fiscais à indústria e à agricultura, que foram a tônica do período. Assim, os ministros mais famosos do governo Médici foram o da Fazenda, Delfim Netto, e o dos Transportes, Mário Andreazza, além de Jarbas Passarinho, devido ao Mobral. Nessa época, também foram construídas casas populares através do BNH. No seu governo, concluiu-se o acordo com o Paraguai para a construção da Usina Hidrelétrica de Itaipu Binacional, à época a hidrelétrica de maior potência instalada do mundo e até hoje a recordista planetária em produtividade.

##### Política Social
No campo social, foi criado o Plano de Integração Social (PIS) e o Programa de Assistência Rural (PRORURAL), ligado ao FUNRURAL, que previa benefícios de aposentadoria e o aumento dos serviços de saúde, antes escassos aos trabalhadores rurais. Foi feita uma grande campanha de alfabetização de adultos através do MOBRAL e outra para a melhoria das condições de vida na Amazônia, com a participação de jovens universitários, o chamado Projeto Rondon. Esse projeto foi reativado em 19 de janeiro de 2005. Em 1970, criou o Instituto Nacional de Colonização e Reforma Agrária (INCRA) e o Departamento de Ensino e Pesquisa do Exército (DEP), atualmente nomeado de Departamento de Educação e Cultura do Exército (DECEx). Entre outros programas de desenvolvimento social que surgiram no seu governo, estão: Programa de Redistribuição de Terras e de Estímulo à Agroindústria do Norte e Nordeste - PROTERRA (1971); Programa Especial para o Vale do São Francisco - PROVALE (1972); Programa de Polos Agropecuários e Agrominerais da Amazônia - POLAMAZÔNIA (1974); Programa de Desenvolvimento de Áreas Integradas do Nordeste - POLONORDESTE (1974).

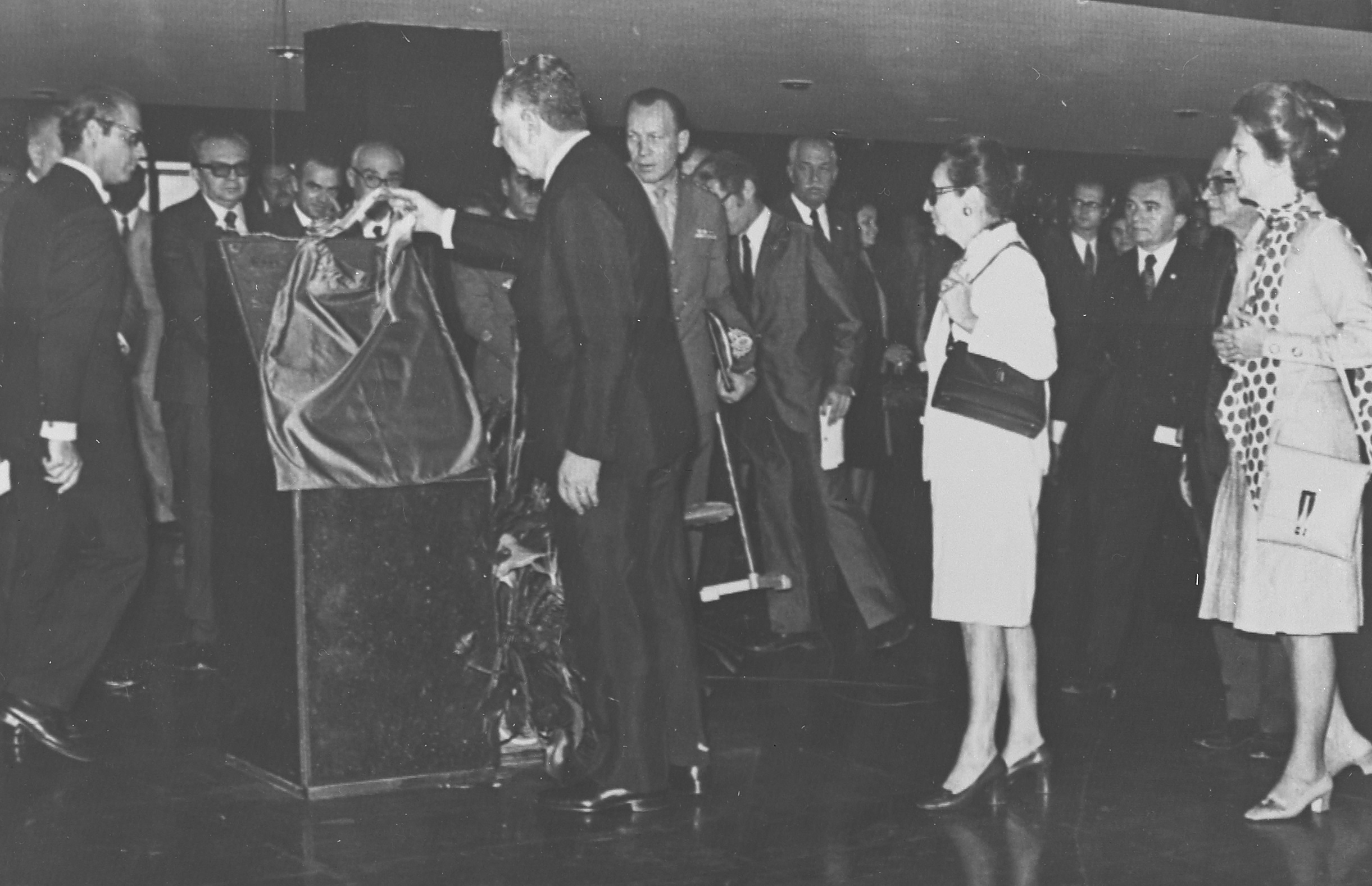
Presidente Emílio Garrastazu Médici (1969-1974) inaugura a sede do Ministério da Justiça, Brasília, DF

Em 1972, foi comemorado o sesquicentenário da Independência do Brasil, sendo trazidos de Lisboa para São Paulo os restos mortais do Imperador D. Pedro I. Nesse mesmo ano, criou a Ordem de Precedência no Brasil, e no ano seguinte assinou a Lei de Registros Públicos.

#### Política de Integração Nacional
Durante o governo do general, foi instituído do Programa de Integração Nacional (PIN), através do Decreto-lei 1 106, de 16 de junho de 1970. O objetivo desse programa era realizar a integração das regiões nordeste e norte ao restante do país, de acordo com a concepção de segurança e desenvolvimento da ditadura militar.

### Combate às guerrilhas
O governo Médici foi responsável pela eliminação das guerrilhas comunistas rurais e urbanas. Ancorada pelo Ato Institucional nº 5, de dezembro de 1968, a repressão às manifestações populares e às guerrilhas foi bastante pesada. A resistência passou a ser armada, com assaltos aos bancos para obter esse artifício; atentados contra militares; sequestros de autoridades e treinamento de guerrilhas.
Segundo o relatório confidencial produzido pelo Centro de Segurança e Informação da Aeronáutica, em 9 de março de 1972 indica que o presidente Emílio Garrastazu Médici sofreria um atentado a bomba em encontro que teria no Rio com os presidentes da Argentina e do Uruguai. Outro documento do CISA mostra que o ministro da Justiça do governo Costa e Silva, Gama e Silva, também seria alvo de atentado.
O governo reagiu com mão de ferro e a repressão endureceu. Foi centralizado o comando da polícia política dentro do exército e passou-se à ofensiva. O comando da repressão foi dado ao ministro do exército, Orlando Geisel, prevalecendo sobre a administração civil, Marinha e Aeronáutica. Em setembro de 1970 foram criados os Destacamentos de Operação de Informação - DOIs.
As denúncias de tortura contra o governo aumentaram: haviam sido 308 entre 1964 e 1968, passaram a 1027 em 1969 e 1206 em 1970. O estudante guerrilheiro de Extrema-esquerda Chael Charles Schreier, integrante da organização armada VAR-Palmares, abriu intenso tiroteio contra a polícia e foi preso em novembro de 1969, sendo vítima de tortura no Quartel da Polícia do Exército e que o Hospital Central do Exército não aceitou que desse entrada como "vivo". Daí se iniciou a política dos "desaparecidos", os corpos dos mortos sob tortura não eram mais entregues aos familiares, desapareciam. O guerrilheiro comunista Mário Alves de Souza Vieira, especialista em comunicação pela Escola Lênin à época da União Soviética, foi o primeiro desaparecido, em 17 de janeiro de 1970: na véspera, marcou "reunião do Comitê Central, destinada a reavaliar as ações armadas" de seu partido. O Governo Humberto de Alencar Castelo Branco o havia prendido em 1964 e libertado em 1965 mediante habeas corpus. Em 1966, professava a violência por armas na "Corrente Revolucionária" (o golpismo) fraturando o PCB e teve seus direitos políticos cassados por 10 anos. Mas entre 11 e 12 de abril de 1968, "favorável a uma estratégia de luta armada", fundou o Partido Comunista Brasileiro Revolucionário, enfim dissidência golpista do PCB, cuja resolução inaugural previa "deflagração da guerrilha urbana e rural", daí sendo procurado por diversas autoridades policiais e militares. Segundo Jacob Gorender, Mário Alves era visto no Partido Comunista Brasileiro tal um golpista contra o partido. Também em 1970, quatro outros cidadãos desapareceriam, todos vistos em dependências do exército. Em 1970 foram mortas 29 pessoas ligadas às organizações armadas, em 1971 foram 46.
Sequestros de embaixadores pelas guerrilhas
- Setembro de 1969: embaixador dos EUA, Charles Burke Elbrick, numa operação conjunta da ALN e do MR8
- Março de 1970: cônsul do Japão em São Paulo, Nobuo Okishi, pela Vanguarda Popular Revolucionária (VPR)
- Junho de 1970: embaixador da República Federal da Alemanha, Ehrenfried von Holleben, no Rio de Janeiro, pela ALN e pela VPR
- Dezembro de 1970: embaixador da Suíça, Giovanni Enrico Bucher, no Rio de Janeiro, pela ALN e pela VPR

Grupos guerrilheiros debelados no período
- 1966-1971: Vanguarda Popular Revolucionária (VPR)
- 1967-1969: Comando de Libertação Nacional (COLINA)
- 1967-1972: Movimento Revolucionário Oito de Outubro (MR8)
- 1967-1973: Ação Libertadora Nacional (ALN)
- 1969-1972: Vanguarda Armada Revolucionária Palmares (VAR-Palmares)
- 1970-1971: Movimento de Libertação Popular (Molipo)

## Principais estatais criadas em seu mandato
- Embrapa[68]
- Infraero
- Telebrás
- Valec
- INCRA
- Dataprev
- Companhia de Desenvolvimento dos Vales do São Francisco e do Parnaíba
- Itaipu Binacional (Hidrelétrica)
- Eletrobras Chesf
- Banco Nacional da Habitação (então autarquia, tornou-se empresa pública)
- Porto do Forno
- Embraer
- MOBRAL (implantação)

## Fim do mandato e sucessão
Ao fim de seu mandato como presidente, Médici abandonou a vida pública. Declarou-se contrário à anistia política, assinada pelo presidente João Figueiredo (que havia sido chefe da Casa Militar durante seu governo), qualificando-a como "prematura". Foi sucedido, em 15 de março de 1974, pelo general Ernesto Geisel.

## Morte
Médici morreu em 9 de outubro de 1985, aos 79 anos, na cidade do Rio de Janeiro, vítima de insuficiência renal aguda e respiratória, devido a um Acidente Vascular Cerebral (AVC). Foi sepultado no Cemitério de São João Batista, no Rio de Janeiro.

## Homenagens
Os municípios Presidente Médici (Maranhão), Presidente Médici (Rondônia) e Medicilândia (Pará), bem como a Usina Termelétrica Presidente Médici (Candiota-RS) e o Ginásio de Esportes Presidente Médici (Bagé-RS), foram assim batizados em sua homenagem. Em 24 de abril de 1972, foi agraciado com o Grande-Colar da Ordem Militar de Sant'Iago da Espada e, a 9 de maio de 1973, com o mais alto grau da mais alta condecoração de Portugal, o Grande-Colar da Ordem Militar da Torre e Espada, do Valor, Lealdade e Mérito.
De 1971 a 1973, foi realizado o Torneio General Emílio Garrastazu Médici, cujo nome, que partiu de decisão dos próprios clubes participantes, o homenageava. O torneio, organizado pela CBD e de caráter nacional, ficou conhecido popularmente como Torneio do Povo.